# ブルガリア海軍艦艇一覧
ブルガリア海軍艦艇一覧（-かいぐんかんていいちらん）は、ブルガリア王国・ブルガリア人民共和国・ブルガリア共和国海軍が過去保有した、または現在保有する、または将来保有する予定の、未完成・計画中止を含めた歴代艦艇の一覧である。
凡例

## 現有勢力（2024年現在）
- 国防予算：13億4,000万ドル[1]
- 海軍人員：3,500名[1]
- 艦船隻数：32隻（排水量20t以上）[1]

フリゲート×4
コルベット×3
掃海艇×12
測量艦×1
測量艇×2
水中作業母艇×2
給油艦×2
消磁艦×1
救難艦×1
練習艦×1
消防艇×1
輸送艦×2
- 航空機数：3機[1]

陸上ヘリコプター×3
- コースト・ガード：船艇9隻[1]

## 艦艇一覧（近代海軍以前）

### 蒸気航走艦

#### 外輪式
- アレクサンダル1世（Alexander-I） - 1隻 ※ Gunnery and Torpedo School

- クルーム（Krum） - 1隻 ※ 王室ヨット

## 艦艇一覧（近代海軍）

### 主力艦
なし

### 水上戦闘艦

#### 巡洋艦

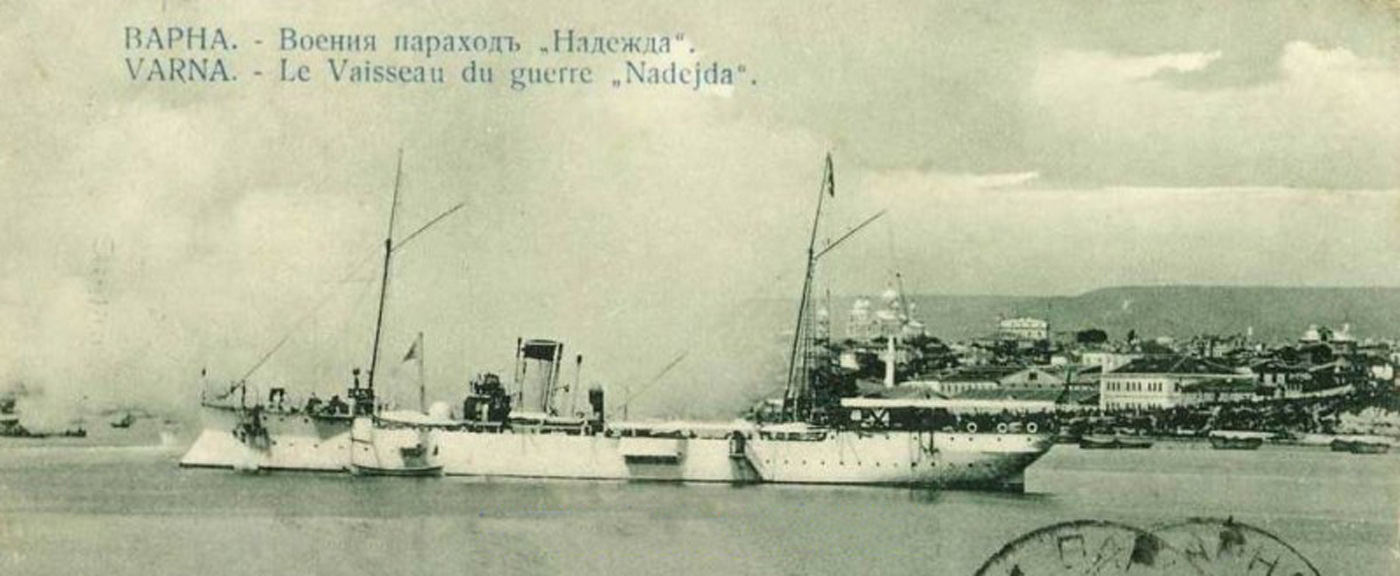
水雷砲艦「ナデージュダ（Nadezhda）」。

水雷巡洋艦・水雷砲艦
- ナデージュダ（Nadezhda） - 1隻

#### 駆逐艦
WW II後の駆逐艦
- 旧・ソ『ノヴィーク』級 - 1隻

ジェレズニャコーフ（Zheleznyakov）
- 旧・ソ『オグネヴォイ』級 - 1隻

ゲオールギ・ディミトローフ（Georgi Dimitrov）

#### フリゲート
- 旧・ソ『50（リガ）』型 - 3隻

ドルースキ（11 Druzky）、スメーリ（12 Smely）、ボードリ（13 Bodri）
- 旧・ソ『コニ-I』型 - 1隻

（111 Smeli）
- 旧・白『E-71』型 - 1隻

（41 Druzki）

#### コルベット
- ソ『122（クロンシュタット）』型 - 2隻

- ソ『204（ポチ）』型 - 6隻

（41 Letyashi）、（42 Strogiy）、（43 Naporiti）、（44 Khabri）、（45 Bditelni）、（46 Bezstrashni）
- 旧・ソ『Pauk-I』型 - 2隻

（13 Reshitelni）、（14 Bodri）
- 旧・ソ『タランタル-II（1241.1）』型 - 1隻

（101 Mulnaya）
- 各型 - 0隻（6隻計画中）

### 潜水艦

#### 通常動力型潜水艦
WW Iまでの潜水艦
- 旧・独『UB-1』級 - 1隻（2隻取得未了）

XVIII
※ 取得未了:
XVII、XI
WW II以降の潜水艦
- ソ『M-V』型 - 3隻

M-1、2、3
- ソ『ウイスキー』型 - 2隻

（11 Pobeda）、（12 Slava）
- ソ『ロメオ』型 - 4隻

（81 Pobeda）、（82 Slava）、（83 Nadezhda）、（84 Slava）

### 機雷戦艦艇

#### 敷設艦艇
機雷敷設艦
- カムチヤ（Kamchija） - 1隻

#### 掃海艦艇
航洋掃海艇
- ソ『T-43』型 - 2隻

（48 Vukov Klanac）、49
沿岸掃海艇
- 旧・独艦 - 6隻（18隻取得未了）

コンドゥークトル・ドクザノフ（Konduktor Dokuzanov）、カピターン＝レイテナーント・ミンコフ（Kapitan-Lejtenant Minkov）、カピターン＝レイテナーント・ミニョール（Kapitan-Lejtenant Min'or）、（Nesebr）、（Emona）、（Kalacerka）
- 旧・独『M-1935』型 - 4隻

- 旧・ソ『T-301』型 - 4隻

- 旧・ソ『Sonya』型 - 4隻

（61 Briz）、（62 Shval）、（63 Priboy）、（64 Shtorm）
- 旧・ソ『Vanya』型 - 6隻

（31 Iskar）、（32 Zibar）、（33 Dobrotich）、（34 Ekstati Vinarov）、35、（36 Kapitan 1 Rang Dimitri Paskadev）
- ソ『Yevgenya』型 - 4隻

65、66、67、68
- 旧・ソ『Olya』型 - 6隻

51、52、53、54、55、56
内水掃海艇
- ソ『PO-2』型 - 24隻 ※ Minesweeping Boat

301、302、303、304、305、306、401、402、403、404、405、406

### 両用戦艦艇

#### 揚陸艦艇
戦車揚陸艦（LST ）
- 旧・ソ『ポルノクヌイ-A』型 - 2隻

（701 Sirius）、（702 Antares）
汎用揚陸艇（LCU ）
- ソ『Vydra』型 - 23隻

601、602、603、604、605、606、607、608、609、610、611、612、613、614、615、616、617、618、
703、704、705、706、707、708、709、710、711、712
- 独『D-3』型 - 10隻

712、713、714、715

#### 輸送艦艇
輸送艦
- 各型 - 5隻[12]

ボリス（Boris）、ヴァルナ（Varna）、キリル（Kiril）、ソフィヤ（Sofija）、ブルガリア（Bulgaria）

#### その他
揚陸支援艇（LCS ）
- 各型 - 6隻

### 哨戒艦艇

#### 哨戒・警備艦艇
砲艦
- （Asjen） - 1隻[13]

- （Bsjen） - 1隻

- （Krum） - 1隻

- （Simeon Veliki） - 1隻

哨戒艇
- 旧・露ブィチョーク級（フリスト・ボテフ級） - 2隻 ※ 河用哨戒艇

フリスト・ボテフ（Hristo Botef）、ヴァシール・レーフスキ（Vasil Levski）
- 旧・米『SC-1916』型 - 2隻

ベロモーレツ（Belomoretz）、チェルノモーレツ（Chernomoretz）
- Maritza級 - 2隻

（Maritza）、（Vardar）
- 旧・米『SC』型 - 2隻

（Rila）
- ソ『Artillerist』型 - 2隻

281、282
- 旧・ソ『MO-4』型 - 4隻

1、2、3、4
- 旧・ソ『AK』型 - 6隻

1、2、3、4、5、6
- 旧・ソ『OD-200』型 - 6隻

1、2、3、4、5、6
- ソ『SO-1』型 - 6隻

41、42、43、44、45、46
- 各型 - 11隻

（Boris）、（Liuben Karavelov）、（Raima）、（Rakovski）、（Voivode）、（Stefan Karajo）、（Hadji Lemeter）、（Minior）、（Vzrif）、（Capitan Minkoff）、（Conductor Dokizanoff）
水雷艇
- ドルースキ級 - 6隻

ドルースキ（Druski）、スメーリ（Smeli）、フラーブリ（Khrabri）、ストローギ（Strogi）、レチャーシュティ（Letjashti）、シュームニ（Schumni）

#### 高速戦闘艇
魚雷艇・MTB
- 旧・独『S-2』型 - 4隻

F-1、2、3、4
- 旧・独Sボート - 1隻 ※ 『No.1』は大戦中、独艦籍中に戦没

No.2
- 旧・独Sボート - 2隻

No.3、4
- 『No.5』型 - 4隻

No.5、6、7、8
- 旧・蘭『T-52』型 - 3隻

TK-962、963、964
- ソ『TM-200』型 - 2隻

- ソ『P-4』型 - 8隻

- ソ『PA-2』型 - 12隻

- 『PTC』型 - 50隻

- ソ『シェルシェン』型 - 6隻

25、26、27、28、29、30
ミサイル艇
- ソ『オーサ-I』型 - 3隻

（103 Burya）、（112 Typfoon）、（113 Smerch）
- ソ『オーサ-II』型 - 3隻

（102 Uragon）、（104 Grum）、（111 Svetkavista）

### 補助艦艇

#### 補給艦艇
給油艦・油槽艦
- （Anlene） - 1隻

- 『Mesar』型 - 2隻

（202 Dimitri A. Dimitrov）、（302 Atiya）

#### 支援艦艇
魚雷揚収船
- 各型 - 1隻

205
潜水艦救難艦
- 旧・伊『Proteo』型 - 1隻

A-224

#### 練習艦艇
練習艦
- ストレラー（Strela） - 1隻

- （Vessletz） - 1隻 ※ 元・砲艦

- （Vapcarov） - 1隻

- （Nikola Vaptzarov） - 1隻

- （421 Dimitar Blagoev） - 1隻

帆装練習艦
- ケラスーラ（Kelasura）

- アセン（Asen） - 1隻 ※旧『ヴズリーフ』

- アセン（Asen） - 1隻

- カムチヤ（Kamchija） - 1隻

- 波『B79-II』型 - 1隻

（Kaliakra）

#### その他
測量艦
- ソ『Moma』型 - 3隻

（201 Captain 1st rank Kiril Khalachev）、（301 General Vladimir Zaimov）、（401 Admiral Branimir Ormanov）
測量艇・調査艇
- 各型 - 3隻

（Vladimir Zaimou）、231、331
消磁艦
- ソ『Bereza』型 - 1隻

（206 Kapitan 1st Dmitry Dobrev）
- 各型 - 2隻

324、441
水中作業母船
- 『245』型 - 2隻

223、323
航洋曳船
- （Rakovski） - 1隻

- ソ『Sorum』型 - 2隻

（221 Jupiter）、（332 Perun）
- 東独『700』型 - 1隻 ※ Salvage Tug

（332 Jupiter）
曳船
- （Voievoga） - 1隻

- 各型 - 7隻

222、
迎賓艇
- （Ganekura） - 1隻

その他
- Miscellaneous Flag Officer Yacht - 2隻

- 『024』型 Yard Oiler - 2隻

203、204
- Barrack Burge - 6隻

（Salgir） ※ ソ『Bolva』型
- Fireboat - 2隻

224、321
未分類
- （Kaliavra） - 1隻

- ストレラー（Strela） - 1隻

## 関連組織所属船艇

### コーストガード

#### 警備救難業務用船艇
巡視艇
- 元・『PO-2』型 - 12隻

- ソ『Zhuk』型 - 10隻

511、512、513、515、521、522、523、531、532、533
- ソ『Shershen』型 - 1隻

116
- 米『27フィート Vigilant』型 - 3隻

- 『FPB-21』型 - 3隻

（513 Varna）、（514 Burgas）、（Kabapha）
- 旧・独『Neustadt』型 - 3隻

（524 Balchik）、（525 Sozopol）、（526 Nesebar）